# Selim Yaşar
Selim Yaşar (* 20. Februar 1990 in Dolakowo, Tschetscheno-Inguschische ASSR, Russische SFSR, Sowjetunion als Koloi Kortojew) ist ein türkischer Ringer inguschetischer Herkunft. 2015 wurde er Vize-Weltmeister und 2016 gewann er bei den Olympischen Spielen in Rio de Janeiro die Silbermedaille im freien Stil im Mittelgewicht.

## Werdegang
Selim Yaşar wurde in Inguschetien in der Sowjetunion als Koloi Kortojew geboren. Er begann dort als Jugendlicher mit dem Ringen, wobei er sich auf den freien Stil konzentrierte. In den Jahren 2009 bis 2013 startete er für Russland, seit 2014 für die Türkei. Trainiert wurde er bisher hauptsächlich von Abdullah Magomedow und Adem Bereket. Er gehört seit 2014 dem Büyüksehir Istanbul Club an.
Seine ersten internationalen Meisterschaften bestritt er im Jahre 2009. Im Juni 2009 wurde er in Tiflis Junioren-Europameister im Mittelgewicht vor Dato Marsagischwili aus Georgien. Im August des gleichen Jahres wurde er in Ankara auch Junioren-Weltmeister. Dabei besiegte er im Endkampf Arslanbek Alborow aus Aserbaidschan. 2010 wurde er in Samokow/Bulgarien noch einmal Junioren-Europameister vor İbrahim Bölükbaşı aus der Türkei.
Von 2011 bis 2013 nahm er an keinen internationalen Meisterschaften mehr teil, er startete aber bei vielen hochrangigen internationalen Turnieren und erreichte dabei stets gute Platzierungen.
Erstmals für die Türkei ging er bei der Weltmeisterschaft 2014 in Taschkent an den Start. Er verlor dort im Mittelgewicht zwar seinen ersten Kampf gegen Abdulraschid Sadulajew aus Russland, gewann aber danach mit Siegen über Dschambul Zotadse aus der Ukraine, Michail Ganew aus Bulgarien und Asland Kachidse aus Kasachstan noch eine Bronzemedaille.
Auch bei der Weltmeisterschaft 2015 in Las Vegas ging Selim Yaşar für die Türkei an den Start. Er kam dort im Mittelgewicht zu Siegen über Jaime Yusept Espinal aus Puerto Rico, Sandro Aminaschwili aus Georgien, Pedro Francisco Ceballas Fuentes, Venezuela und Magomedhadschi Chadijew aus Aserbaidschan. Im Finale stand er Abdulraschid Sadulajew gegenüber, gegen den er wieder verlor. Er wurde damit Vize-Weltmeister.
Bei der Europameisterschaft 2016 in Riga siegte Selim Yaşar in der Gewichtsklasse bis 86 kg zunächst über Ion Gurmuzachi aus Moldawien, verlor aber in seinem nächsten Kampf knapp nach punkten gegen Ibragim Aldatow aus der Ukraine (Punktgleichstand 2:2). Da Aldatow das Finale nicht erreichte, schied er aus und belegte nur den 8. Platz. Umso erfolgreicher war er bei den Olympischen Spielen dieses Jahres in Rio de Janeiro, denn er gewann dort mit drei Siegen und einer Niederlage im Finale gegen Abdulraschid Sadulajew aus Russland die Silbermedaille.
Eine weitere Medaille sicherte er sich bei der Europameisterschaft 2017 in Novi Sad. Er siegte dort über Boban Savev, Makedonien und Benjamin Sezgin aus Deutschland, verlor dann gegen Alexander Gostiew aus Aserbaidschan und kam im Kampf um eine Bronzemedaille zu einem Sieg über Zbigniew Baranowski aus Polen. Bei der Weltmeisterschaft 2017 in Paris reichte es für Selim Yaşar nur zum 7. Platz, weil er nach zwei gewonnenen Kämpfen gegen Wladislaw Waliew aus Russland verlor und dieser den Endkampf nicht erreichte.
In den folgenden Jahren konnte er nicht mehr an diese Erfolge anknüpfen. In der Türkei wurde ihm von Fatih Erdin der Rang abgelaufen.

## Internationale Erfolge
| Jahr | Platz  | Wettbewerb                                          | Gewichtsklasse | Ergebnisse |
| 2009 | 1.     | Junioren-EM in Tiflis                               | Mittel         | vor Dato Marsagischwili, Georgien, Ljuben Ilijew, Bulgarien und Roman Bakirow, Aserbaidschan |
| 2009 | 1.     | Junioren-WM in Ankara                               | Mittel         | vor Arslanbek Alborow, Aserbaidschan, Dato Marsagischwili und Muharrem Ersahin, Türkei |
| 2010 | 1.     | Junioren-EM in Samokow/Bulgarien                    | Mittel         | vor İbrahim Bölükbaşı, Türkei, Robert Baran, Polen und Christoph Pscherer, Deutschland |
| 2010 | 3.     | New-York-Athletic-Club International                | Mittel         | hinter Jake Herbert und Keith Gavin, beide USA |
| 2011 | 3.     | Giwi-Kartosija & Wachtang Balawadse-Preis in Tiflis | Mittel         | hinter İbrahim Bölükbaşı und Archil Kitiaschwili, Georgien |
| 2012 | 5.     | "Stjepan-Sargisjan"-Turnier in Vanazdor/Armenien    | Mittel         | Sieger: Salim Rabatanow vor Petr Towgasow, beide Russland |
| 2012 | 3.     | Intercontinental-Cup in Chasavjurt/Russland         | Mittel         | hinter Salimchan Parangajew und Aligadschi Gamidgadschijew, beide Russland |
| 2012 | 2.     | New-York-Athletic-Club International                | Mittel         | hinter Austin Trotman und vor Keith Gavin, beide USA |
| 2013 | 9.     | Intern. Turnier in Kiew                             | Mittel         | Sieger: Musa Murtasalijew, Armenien vor István Veréb, Ungarn |
| 2013 | 5.     | "Ali-Alijew"-Memorial in Machatschkala/Russland     | Mittel         | Sieger: Aligadschi Gamidgadschijew vor Achmed Magomedow, beide Russland |
| 2014 | 3.     | WM in Taschkent                                     | Mittel         | nach einer Niederlage gegen Abdulraschid Sadulajew, Russland und Siegen über Dschambul Zotadse, Ukraine, Michail Ganew, Bulgarien und Aslan Kachidse, Kasachstan                                                            |
| 2015 | 5.     | "Yasar-Dogu"-Memorial in Istanbul                   | Mittel         | Sieger: Alexander Gozijew, Aserbaidschan vor Radoslaw Marcinkiewicz, Polen |
| 2015 | 1.     | "Wacław-Ziółkowski"-Memorial in Warschau            | Mittel         | vor Radoslaw Marcinkiewicz, Ahmed Bilici, Türkei und Amarhadschi Magomedow, Weißrussland |
| 2015 | 2.     | WM in Las Vegas                                     | Mittel         | nach Siegen über Jaime Yusept Espinal, Puerto Rico, Sandro Aminaschwili, Georgien, Pedro Francisco Ceballos Fuentes, Venezuela und Magomedhadschi Chadijew, Aserbaidschan und einer Niederlage gegen Abdulraschid Sadulajew |
| 2016 | 2.     | "Yasar-Dogu"-Memorial in Istanbul                   | bis 86 kg      | hinter Alexander Gozijew, vor Unurbat Purevjav, Mongolei und Gamsat Osmanow, Aserbaidschan |
| 2016 | 8.     | EM in Riga                                          | bis 86 kg      | nach einem Sieg über Ion Gurmuzachi, Moldawien und einer Niederlage gegen Ibragim Aldatow, Ukraine |
| 2016 | Silber | OS in Rio de Janeiro                                | bis 86 kg      | nach Siegen über Jaime Yusept Espinal, Puerto Rico, Reineris Salas Perez, Kuba und J'den Michael Cox, USA und einer Niederlage gegen Abdulraschid Sadulajew, Russland                                                       |
| 2017 | 2.     | "Yasar-Dogu"-Memorial in Istanbul                   | bis 86 kg      | hinter Dauren Kurugliew, Russland, vor Ahmed Bilici und Fatih Erdin, beide Türkei |
| 2017 | 3.     | EM in Novi Sad                                      | bis 86 kg      | nach Siegen über Boban Savev, Makedonien und Benjamin Sezgin, Deutschland, einer Niederlage gegen Alexander Gostiew, Aserbaidschan und einem Sieg über Zbigniew Baranowski, Polen                                           |
| 2017 | 2.     | Islamische Solidaritäts-Spiele in Baku              | bis 86 kg      | hinter Hassan Yazdani, Iran, vor Scharif Scharifow, Aserbaidschan und Adilet Dawlumbajew, Kasachstan |
| 2017 | 7.     | WM in Paris                                         | bis 86 kg      | nach Siegen über Wang Shao-Wen, Taiwan und Jaime Yusept Espinal und einer Niederlage gegen Wladislaw Waliew, Russland |
| 2018 | 10.    | "Iwan-Yarigin"-Grand-Prix in Krasnojarsk            | bis 86 kg      | Sieger: David Morris Taylor, USA vor Fatih Erdin, Türkei |
| 2018 | 11.    | "Alexander-Medwedew"-Preis in Minsk                 | bis 86 kg      | Sieger: Hadschi Rajabow, Weißrussland vor Murad Suleimanow, Aserbaidschan |
| 2019 | 14.    | "Dan-Kolow" & "Nikola-Petrow"-Memorial in Russe     | bis 86 kg      | Sieger: Hassan Yazdani Charati, Iran vor Ali Schabanow, Weißrussland |

Erläuterungen
- alle Wettkämpfe im freien Stil
- OS = Olympische Spiele, WM = Weltmeisterschaft, EM = Europameisterschaft
- Mittelgewicht, bis 2013 bis 84 kg, seit 2014 bis 86 kg Körpergewicht